# Società Sportiva Calcio Napoli 1976-1977
Questa voce raccoglie le informazioni riguardanti la Società Sportiva Calcio Napoli nelle competizioni ufficiali della stagione 1976-1977.

## Stagione

Parte della rinnovata squadra: Catellani, Vinazzani, Speggiorin, il tecnico Pesaola, Chiarugi e Armidoro.

Affidato alla guida tecnica di Bruno Pesaola, il Napoli iniziò la stagione 1976-77 con la vittoria della Coppa di Lega Italo-Inglese, ottenuta grazie a una vittoria in rimonta sul Southampton detentore della FA Cup, e superando i primi due turni della Coppa delle Coppe eliminando i norvegesi del Bodø/Glimt e i ciprioti dell'APOEL. Nelle prime giornate di campionato il Napoli tentò di rimanere sulla scia di Juventus e Torino, lottando in seguito per un posto valido per la qualificazione in Coppa UEFA assieme a diverse squadre.
Concluso il girone di andata al quinto posto, nella seconda parte della stagione il Napoli continuerà ad avanzare in Coppa delle Coppe giungendo sino alle semifinali contro l'Anderlecht dove, dopo aver vinto la gara d'andata per 1-0, subirà al ritorno una sconfitta per 2-0 (con la direzione di gara dell'arbitro Matthewson contestata dalla squadra) che gli precluderà l'accesso in finale.

Il capitano Juliano solleva la Coppa di Lega Italo-Inglese 1976 vinta sul ; accanto a lui, Chiarugi.

Nelle settimane successive il Napoli, che per buona parte del girone di ritorno era stato in grado di tenere testa alle altre candidate alla qualificazione in Coppa UEFA, accusò un declino nel rendimento ottenendo un punto nelle ultime cinque gare, perdendo peraltro gli scontri con le dirette avversarie (fra cui l'Inter e la Fiorentina, con quest'ultima che si vedrà assegnare la vittoria a tavolino a causa delle intemperanze del pubblico del San Paolo).
Il Napoli concluderà il campionato al settimo posto, vedendosi subito un punto di penalizzazione in classifica per via di un numero elevato di squalifiche del campo. Al termine della stagione il Napoli disputerà il secondo turno di Coppa Italia, a cui aveva ottenuto la qualificazione d'ufficio in quanto detentore della manifestazione. Ottenendo dei risultati altalenanti (fra cui due sconfitte con il Milan), la squadra concluderà il girone al terzo posto per via di una peggior differenza reti nei confronti del Bologna.

## Divise
Le divise costituite da maglia azzurra, calzoncini bianchi e calzettoni azzurri rimangono invariate, eccezion fatta per l'aggiunta della coccarda che attesta la vittoria della Coppa Italia nella stagione precedente.
| Casa | Trasferta | Portiere | Portiere |

## Organigramma societario
Area direttiva
Presidente: Corrado Ferlaino
Direttore generale: Francesco Janich
Area direttiva
Segretario: Enrico Zuppardi
Area tecnica
Allenatore: Bruno Pesaola
Area sanitaria
Medico sociale: Emilio Acampora
Massaggiatore: Salvatore Carmando

## Rosa
| N. |                   | Ruolo | Calciatore           |
| -- | ----------------- | ----- | -------------------- |
|    | Italia (bandiera) | P     | Pietro Carmignani    |
|    | Italia (bandiera) | P     | Nevio Favaro         |
|    | Italia (bandiera) | P     | Francesco Anellino   |
|    | Italia (bandiera) | D     | Giuseppe Bruscolotti |
|    | Italia (bandiera) | D     | Tarcisio Burgnich    |
|    | Italia (bandiera) | D     | Sauro Catellani      |
|    | Italia (bandiera) | D     | Gavino Costaggiu     |
|    | Italia (bandiera) | D     | Antonio La Palma     |
|    | Italia (bandiera) | D     | Luigi Pogliana       |
|    | Italia (bandiera) | D     | Giovanni Vavassori   |

| N. |                   | Ruolo | Calciatore                 |
| -- | ----------------- | ----- | -------------------------- |
|    | Italia (bandiera) | C     | Salvatore Armidoro         |
|    | Italia (bandiera) | C     | Salvatore Esposito         |
|    | Italia (bandiera) | C     | Antonio Juliano (capitano) |
|    | Italia (bandiera) | C     | Vincenzo Montefusco        |
|    | Italia (bandiera) | C     | Andrea Orlandini           |
|    | Italia (bandiera) | C     | Claudio Vinazzani          |
|    | Italia (bandiera) | A     | Luciano Chiarugi           |
|    | Italia (bandiera) | A     | Giuseppe Massa             |
|    | Italia (bandiera) | A     | Giuseppe Savoldi           |
|    | Italia (bandiera) | A     | Walter Speggiorin          |

## Calciomercato

### Sessione estiva
| Acquisti | Acquisti           | Acquisti   | Acquisti      |
| R.       | Nome               | da         | Modalità      |
| -------- | ------------------ | ---------- | ------------- |
| D        | Sauro Catellani    | Verona     | definitivo    |
| C        | Claudio Vinazzani  | Massese    | definitivo    |
| C        | Salvatore Armidoro | Casertana  | fine prestito |
| A        | Walter Speggiorin  | Fiorentina | definitivo    |
| A        | Luciano Chiarugi   | Milan      | definitivo    |

| Cessioni | Cessioni              | Cessioni  | Cessioni      |
| R.       | Nome                  | a         | Modalità      |
| -------- | --------------------- | --------- | ------------- |
| P        | Pasquale Fiore        | Paganese  | definitivo    |
| D        | Spartaco Landini      | -         | fine carriera |
| D        | Luigi Punziano        | Bari      | definitivo    |
| C        | Luigi Boccolini       | Catanzaro | definitivo    |
| A        | Giorgio Braglia       | Milan     | definitivo    |
| A        | Pasquale Casale       | Lucchese  | definitivo    |
| A        | Giannantonio Sperotto | Catanzaro | definitivo    |

## Risultati

### Serie A

#### Girone di andata
| Catanzaro 3 ottobre 1976 1ª giornata | Catanzaro           | 0 – 0 (0 – 0) referto | Napoli | Stadio Comunale\| Arbitro: \| Menicucci (Firenze) \| |
| Arbitro:                             | Menicucci (Firenze) |                       |        |                                                      |

| Arbitro: | Gussoni (Varese) |

|                                         |           |  |
| G. Savoldi 10’ (rig.), 78’ La Palma 75’ | Marcatori |  |

| Arbitro: | Casarin (Milano) |

|                       |           |                                              |
| Damiani 5’ Pruzzo 64’ | Marcatori | 23’, 52’ (rig.) G. Savoldi 38’ (aut.) Onofri |

| Arbitro: | Bergamo (Livorno) |

|                                             |           |                |
| Massa 5’ Orlandini 8’ G. Savoldi 58’ (rig.) | Marcatori | 4’ F. Vincenzi |

| Arbitro: | Gonella (Torino) |

|                                    |           |                     |
| Burgnich 39’ (aut.) Domenghini 42’ | Marcatori | 32’, 76’ G. Savoldi |

| Arbitro: | Menicucci (Firenze) |

|                   |           |                  |
| W. Speggiorin 72’ | Marcatori | 86’ Garlaschelli |

| Arbitro: | Menegali (Roma) |

|                                |           |               |
| F. Graziani 13’ Zaccarelli 22’ | Marcatori | 20’ Orlandini |

| Arbitro: | Mattei (Macerata) |

|                                            |           |           |
| Massa 32’ Beatrice 61’ (aut.) Chiarugi 71’ | Marcatori | 85’ Bonci |

| Arbitro: | Ciacci (Firenze) |

|          |           |  |
| Massa 1’ | Marcatori |  |

| Arbitro: | Lattanzi (Roma) |

|                           |           |                              |
| Muraro 7’, 79’ Oriali 18’ | Marcatori | 20’ G. Savoldi 81’ Vinazzani |

| Arbitro: | Gonella (Torino) |

|                   |           |                                    |
| Callioni 13’, 41’ | Marcatori | 36’ (rig.) G. Savoldi 48’ Chiarugi |

| Arbitro: | Menicucci (Firenze) |

|  |           |                           |
|  | Marcatori | 70’ Boninsegna 76’ Scirea |

| Arbitro: | Panzino (Catanzaro) |

|  |           |                |
|  | Marcatori | 80’ G. Savoldi |

| Arbitro: | Pieri (Genova) |

|                |           |               |
| G. Savoldi 81’ | Marcatori | 20’ M. Scarpa |

| Arbitro: | Michelotti (Parma) |

|                        |           |                          |
| Della Martira 34’, 50’ | Marcatori | 42’ (aut.) E. Pellegrini |

#### Girone di ritorno
| Arbitro: | Reggiani (Bologna) |

|              |           |  |
| Chiarugi 60’ | Marcatori |  |

| Arbitro: | Bergamo (Livorno) |

|            |           |  |
| Zigoni 18’ | Marcatori |  |

| Arbitro: | Vannucchi (Bologna) |

|            |           |                |
| Damiani 6’ | Marcatori | 67’ G. Savoldi |

| Arbitro: | Ciacci (Firenze) |

|             |           |                   |
| Calloni 35’ | Marcatori | 48’ W. Speggiorin |

| Arbitro: | Benedetti (Roma) |

|                               |           |                            |
| Chiarugi 12’, 27’ Juliano 77’ | Marcatori | 57’ A. Bordon 81’ Ulivieri |

| Roma 20 marzo 1977 21ª giornata | Lazio                      | 0 – 0 (0 – 0) referto | Napoli | Stadio Olimpico\| Arbitro: \| Trinchieri (Reggio Emilia) \| |
| Arbitro:                        | Trinchieri (Reggio Emilia) |                       |        |                                                             |

| Napoli 27 marzo 1977 22ª giornata | Napoli          | 0 – 0 (0 – 0) referto | Torino | Stadio San Paolo\| Arbitro: \| Lattanzi (Roma) \| |
| Arbitro:                          | Lattanzi (Roma) |                       |        |                                                   |

| Arbitro: | Gussoni (Varese) |

|  |           |                                  |
|  | Marcatori | 66’ G. Savoldi 75’ W. Speggiorin |

| Roma 10 aprile 1977 24ª giornata | Roma               | 0 – 0 (0 – 0) referto | Napoli | Stadio Olimpico\| Arbitro: \| Reggiani (Bologna) \| |
| Arbitro:                         | Reggiani (Bologna) |                       |        |                                                     |

| Arbitro: | Serafino (Roma) |

|  |           |                            |
|  | Marcatori | 11’, 22’ Pavone 48’ Fedele |

| Arbitro: | Lattanzi (Roma) |

|               |           |              |
| G. Savoldi 1’ | Marcatori | 52’ Saltutti |

| Arbitro: | Menegali (Roma) |

|                        |           |           |
| Bettega 15’ Furino 86’ | Marcatori | 79’ Massa |

| Arbitro: | Bergamo (Livorno) |

|                   |           |                       |
| W. Speggiorin 86’ | Marcatori | 10’ Pozzato 68’ Nanni |

| Arbitro: | Milan (Treviso) |

|                                       |           |                            |
| Vannini 3’, 31’ Pin 55’ Novellino 84’ | Marcatori | 10’, 38’ (rig.) G. Savoldi |

| Arbitro: | Falasca (Chieti) |

|                |           |                               |
| G. Savoldi 70’ | Marcatori | 37’ (aut.) Catellani 87’ Caso |

### Coppa Italia

#### Secondo turno
| Milano 12 giugno 1977 Fase a gironi - 1ª giornata                                       | Milan     | 3 – 1 (1 – 0)     | Napoli | Stadio di San Siro |
| \| \| \| \| \| Calloni 44’ (rig.), 84’ Braglia 53’ \| Marcatori \| 84’ (aut.) Turone \| |           |                   |        |                    |
|                                                                                         |           |                   |        |                    |
| Calloni 44’ (rig.), 84’ Braglia 53’                                                     | Marcatori | 84’ (aut.) Turone |        |                    |

| Ferrara 15 giugno 1977 Fase a gironi - 2ª giornata | SPAL      | 0 – 1 (0 – 0) | Napoli | Stadio Paolo Mazza |
| \| \| \| \| \| \| Marcatori \| 85’ Armidoro \|     |           |               |        |                    |
|                                                    |           |               |        |                    |
|                                                    | Marcatori | 85’ Armidoro  |        |                    |

| Napoli 19 giugno 1977 Fase a gironi - 3ª giornata                    | Napoli    | 1 – 2 (0 – 1)         | Milan | Stadio San Paolo |
| \| \| \| \| \| Chiarugi 48’ \| Marcatori \| 11’ Calloni 89’ Bigon \| |           |                       |       |                  |
|                                                                      |           |                       |       |                  |
| Chiarugi 48’                                                         | Marcatori | 11’ Calloni 89’ Bigon |       |                  |

| Bologna 22 giugno 1977 Fase a gironi - 4ª giornata | Bologna | 0 – 0 (0 – 0) | Napoli | Stadio Comunale |

| Napoli 26 giugno 1977 Fase a gironi - 5ª giornata | Napoli | 0 – 0 (0 – 0) | SPAL | Stadio San Paolo |

| Napoli 29 giugno 1977 Fase a gironi - 6ª giornata | Napoli    | 1 – 0 (1 – 0) | Bologna | Stadio San Paolo |
| \| \| \| \| \| Montefusco 19’ \| Marcatori \| \|  |           |               |         |                  |
|                                                   |           |               |         |                  |
| Montefusco 19’                                    | Marcatori |               |         |                  |

### Coppa di Lega Italo-Inglese
| Southampton 21 settembre 1976                  | Southampton | 1 – 0 | Napoli | The Dell |
| \| \| \| \| \| Williams 66’ \| Marcatori \| \| |             |       |        |          |
|                                                |             |       |        |          |
| Williams 66’                                   | Marcatori   |       |        |          |

| Napoli 14 novembre 1976                                                            | Napoli    | 4 – 0 | Southampton | San Paolo |
| \| \| \| \| \| Chiarugi 40’ Bruscolotti 68’ Speggiorin 82’, 88’ \| Marcatori \| \| |           |       |             |           |
|                                                                                    |           |       |             |           |
| Chiarugi 40’ Bruscolotti 68’ Speggiorin 82’, 88’                                   | Marcatori |       |             |           |

### Coppa delle Coppe
| Arbitro: | Mattsson |

|  |           |                     |
|  | Marcatori | 14’, 57’ Speggiorin |

| Arbitro: | Briguglio |

|           |           |  |
| Massa 35’ | Marcatori |  |

| Arbitro: | Parmakov |

|              |           |                    |
| Leonidou 37’ | Marcatori | 87’ (rig.) Savoldi |

| Arbitro: | Porem |

|                         |           |  |
| Speggiorin 9’ Massa 25’ | Marcatori |  |

| Breslavia 1º marzo 1977, ore 21:00 Quarti di finale - Andata | Śląsk Breslavia | 0 – 0 (0 – 0) referto | Napoli | Stadion Miejski\| Arbitro: \| Fredriksson \| |
| Arbitro:                                                     | Fredriksson     |                       |        |                                              |

| Arbitro: | Cebe |

|                        |           |  |
| Massa 10’ Chiarugi 49’ | Marcatori |  |

| Arbitro: | Helies |

|                 |           |  |
| Bruscolotti 81’ | Marcatori |  |

| Arbitro: | Matthewson |

|                           |           |  |
| Thissen 20’ V.d. Elst 57’ | Marcatori |  |

## Statistiche

### Statistiche di squadra
| Competizione      | Punti | In casa | In casa | In casa | In casa | In casa | In casa | In trasferta | In trasferta | In trasferta | In trasferta | In trasferta | In trasferta | Totale | Totale | Totale | Totale | Totale | Totale | DR |
| Competizione      | Punti | G       | V       | N       | P       | Gf      | Gs      | G            | V            | N            | P            | Gf           | Gs           | G      | V      | N      | P      | Gf     | Gs     | DR |
| ----------------- | ----- | ------- | ------- | ------- | ------- | ------- | ------- | ------------ | ------------ | ------------ | ------------ | ------------ | ------------ | ------ | ------ | ------ | ------ | ------ | ------ | -- |
| Serie A           | 28    | 15      | 6       | 5       | 4       | 19      | 17      | 15           | 3            | 6            | 6            | 18           | 21           | 30     | 9      | 11     | 10     | 37     | 38     | -1 |
| Coppa Italia      | -     | 3       | 1       | 1       | 1       | 2       | 2       | 3            | 1            | 1            | 1            | 2            | 3            | 6      | 2      | 2      | 2      | 4      | 5      | -1 |
| Coppa delle Coppe | -     | 4       | 4       | 0       | 0       | 6       | 0       | 4            | 1            | 2            | 1            | 3            | 3            | 8      | 5      | 2      | 1      | 9      | 3      | +6 |
| Totale            | -     | 22      | 11      | 6       | 5       | 27      | 19      | 22           | 5            | 9            | 8            | 23           | 27           | 44     | 16     | 15     | 13     | 50     | 46     | +4 |

### Andamento in campionato
| Giornata  | 1  | 2 | 3 | 4 | 5 | 6 | 7 | 8 | 9 | 10 | 11 | 12 | 13 | 14 | 15 | 16 | 17 | 18 | 19 | 20 | 21 | 22 | 23 | 24 | 25 | 26 | 27 | 28 | 29 | 30 |
| --------- | -- | - | - | - | - | - | - | - | - | -- | -- | -- | -- | -- | -- | -- | -- | -- | -- | -- | -- | -- | -- | -- | -- | -- | -- | -- | -- | -- |
| Luogo     | T  | C | T | C | T | C | T | C | C | T  | T  | C  | T  | C  | T  | C  | T  | C  | T  | C  | T  | C  | T  | T  | C  | C  | T  | C  | T  | C  |
| Risultato | N  | V | V | V | N | N | P | V | V | P  | N  | P  | V  | N  | P  | V  | P  | N  | N  | V  | N  | N  | V  | N  | P  | N  | P  | P  | P  | P  |
| Posizione | 10 | 5 | 3 | 3 | 3 | 3 | 4 | 4 | 3 | 3  | 4  | 5  | 4  | 4  | 5  | 5  | 5  | 5  | 5  | 5  | 5  | 5  | 4  | 3  | 5  | 4  | 5  | 5  | 6  | 7  |

Fonte:  Italy Championship 1976/77, su rsssf.com, RSSSF.
Legenda:

Luogo: C = Casa; T = Trasferta. Risultato: V = Vittoria; N = Pareggio; P = Sconfitta.

### Statistiche dei giocatori
| Giocatore      | Serie A  | Serie A | Coppa Italia | Coppa Italia | Coppa delle Coppe | Coppa delle Coppe | Totale   | Totale |
| Giocatore      | Presenze | Reti    | Presenze     | Reti         | Presenze          | Reti              | Presenze | Reti   |
| -------------- | -------- | ------- | ------------ | ------------ | ----------------- | ----------------- | -------- | ------ |
| S. Armidoro    | 4        | 0       | 5            | 1            | 0                 | 0                 | 9        | 1      |
| L. Bolognino   | -        | -       | 1            | 0            | -                 | -                 | 1        | 0      |
| G. Bruscolotti | 28       | 0       | 4            | 0            | 7                 | 1                 | 39       | 1      |
| T. Burgnich    | 24       | 0       | 2            | 0            | 8                 | 0                 | 34       | 0      |
| P. Carmignani  | 28       | -31     | 3            | -5           | 7                 | -?                | 38       | -36+   |
| S. Catellani   | 19       | 0       | 6            | 0            | 4                 | 0                 | 29       | 0      |
| L. Chiarugi    | 21       | 5       | 4            | 1            | 4                 | 1                 | 29       | 7      |
| S. Coco        | -        | -       | 2            | 0            | -                 | -                 | 2        | 0      |
| G. Costaggiu   | 0        | 0       | 1            | 0            | 0                 | 0                 | 1        | 0      |
| S. Esposito    | 21       | 0       | 6            | 0            | 4                 | 0                 | 31       | 0      |
| N. Favaro      | 2        | -3      | 3            | -0           | 1                 | -?                | 6        | -3+    |
| A. Juliano     | 25       | 1       | 2            | 0            | 8                 | 0                 | 35       | 1      |
| A. La Palma    | 20       | 1       | 5            | 0            | 8                 | 0                 | 33       | 1      |
| G. Massa       | 27       | 4       | 6            | 0            | 7                 | 3                 | 40       | 7      |
| V. Montefusco  | 0        | 0       | 2            | 1            | 1                 | 0                 | 3        | 1      |
| A. Orlandini   | 23       | 2       | 3            | 0            | 8                 | 0                 | 34       | 2      |
| L. Pogliana    | 6        | 0       | 1            | 0            | 0                 | 0                 | 7        | 0      |
| G. Savoldi     | 30       | 16      | 5            | 0            | 8                 | 1                 | 43       | 17     |
| S. Scarpitti   | -        | -       | 1            | 0            | -                 | -                 | 1        | 0      |
| W. Speggiorin  | 19       | 4       | 5            | 0            | 3                 | 0                 | 27       | 4      |
| G. Vavassori   | 29       | 0       | 2            | 0            | 8                 | 0                 | 39       | 0      |
| C. Vinazzani   | 25       | 1       | 6            | 0            | 8                 | 0                 | 39       | 1      |